# HD 85512 b
HD 85512 b – planeta pozasłoneczna typu superziemia, orbitująca wokół gwiazdy Gliese 370 (HD 85512) w gwiazdozbiorze Żagla. Planeta znajduje się ok. 36 lat świetlnych od Ziemi. Została odkryta w 2011 w ramach projektu HARPS. Jest jedną z najmniejszych odkrytych planet znajdujących się w ekosferze.
HD 85512 b jest uważana za jednego z najlepszych kandydatów na planetę pozasłoneczną posiadającą życie.

## Charakterystyka

Orbita planety na tle ekosfery gwiazdy

Masa HD 85512 b to ok. 3,6 ± 0,5 M🜨 (~0,01134 MJ). Planeta orbituje wokół swojego słońca w odległości 0,26 j.a., z okresem obiegu około 58 dni; szacuje się, że temperatura jej powierzchni wynosi ok. 298 K (~25°C).
Albedo szacuje się na 0,48 ± 0,05 (albedo Ziemi wynosi 0,3). Jeśli na planecie występuje atmosfera (według opinii badaczy ze względu na rozmiar planety, musiałaby być podobna do ziemskiej) a w niej ok. 50% zachmurzenie (zachmurzenie Ziemi to ok. 60–70%), wysoce prawdopodobna jest obecność wody w postaci ciekłej. W tej sytuacji planeta uznana będzie za znajdującą się w ekosferze, czyli sprzyjającą powstaniu i rozwojowi życia pozaziemskiego.